# Резолюция 229 на Съвета за сигурност на ООН
Резолюция 229 на Съвета за сигурност на ООН, приета на закрито заседание на Съвета от 2 декември 1966 г., препоръчва на Общото събрание на ООН У Тан да бъде назначен за още един мандат на поста Генерален секретар на ООН. Признавайки изпитаните качества на У Тан и присъщото му чувство за дълг, Съветът за сигурност изразява вярата си, че преназначаването му за още един мандат на поста Генерален секретар би облагодетелствало в най-пълна степен широките цели и интереси на Организацията на обединените нации.